# Laurel und Hardy: Schrecken der Kompanie
Dick und Doof – Schrecken der Kompanie (auch unter dem TV-Titel Große Kaliber bekannt) ist eine US-amerikanische Filmkomödie aus dem Jahr 1941 von Monty Banks mit dem Komikerduo Laurel und Hardy in den Hauptrollen.

## Handlung
Daniel Forrester IV ist ein wohlhabender junger Mann, der darunter leidet, dass sich seine Tanten Martha und Agatha ständig in sein Leben einmischen. Die beiden Damen glauben, dass es mit Daniels Gesundheit nicht zum Besten bestellt ist. Umso mehr erfreut Daniel seine Einberufung zum Militär. Hiermit will er sich und seinen Tanten beweisen, dass er körperlich fit ist. Daniel absolviert die medizinische Untersuchung ohne Probleme. Sein Chauffeur Oliver und der Gärtner Stan haben sich ebenfalls zum Militärdienst einschreiben lassen. Nicht ganz freiwillig, denn sie sollen auf den jungen Mann aufpassen.
Die Grundausbildung findet in Fort Merritt in Texas statt. Die mitunter harten Übungen und der Drill sind für Daniel kein Problem, während sich Stan und Olli nicht mit den strengen Regularien anfreunden können. Der Ausbilder Sergeant Hippo erkennt bald, dass die beiden eigentlich untauglich für den Militärdienst sind. Außerdem stört sich Hippo an der Krähe Penelope, die sich Stan als Haustier hält.
Daniel weckt das Interesse von Ginger Hammond, die als Fotolaborantin in Fort Merritt arbeitet. Der eifersüchtige Sergeant beginnt, seine neue Rekruten zu terrorisieren. Stan und Ollie hören, wie Daniel im Schlaf seine Liebe zu Ginger gesteht. Die beiden sorgen sich, dass diese Romanze Daniels vermeintlich schwaches Herz zu sehr belasten würde. Stan und Ollie verkleiden sich als Börsenmakler und Regierungsbeamter und besuchen Ginger. Sie erzählen ihr, dass Daniel in Wahrheit bettelarm sei. Ginger erkennt die beiden jedoch von einem Foto wieder und wirft sie hinaus. Stan und Ollie fragen nun Hippo um Rat, der spontan Daniels Heimaturlaub streicht, damit der sich nicht mit Ginger treffen kann. Er lässt seinen Rivalen ins Wachhaus sperren.
Stan und Ollie nehmen an einem Manöver teil. Bei dem Manöver soll das blaue Team eine Brücke bauen und dann das weiße Team angreifen. Stan und Ollie werden als Kundschafter für das weiße Team eingesetzt. Jedoch werden sie schon bald gefangen genommen und zur Hilfe beim Brückenbau gezwungen. Hippo macht sich Daniel gegenüber über die Gefangennahme der Freunde lustig. Daniel kann sich aus dem Wachhaus befreien. Mit der Hilfe der Krähe Penelope macht Daniel Stan ausfindig und führt das weiße Team zur Brücke. Die Brücke wird gesprengt, das weiße Team hat gewonnen.
Martha, Agatha und Ginger schauen zu, wie der stolze Daniel während einer Inspektion exerziert. Auch Penelope nimmt an der Übung teil, wobei sie eine extra genähte Uniform trägt. Den Schluss bilden Stan und Ollie, die in einem Straßenreinigungswagen der Sanitäreinheit sitzen.

## Kritiken
Das Lexikon des internationalen Films beschreibt den Film als „Tiefpunkt des Komikergespanns.“
Die Filmzeitschrift Cinema bezeichnet den Film als „den großen Um- und Einbruch für Stan und Ollie. Sie durften weder ins Drehbuch eingreifen noch improvisieren, und ihre Maske wurde verändert. Was vorher kindlich verspielt wirkte, glich nun seniler Herumalberei.“ Die Zeitschrift zog das Fazit: „Damals ein Abstieg, aus heutiger Sicht amüsant.“

## Hintergrund
Der Film hatte am 10. Oktober 1941 seine Premiere.
Außenaufnahmen wurden auf dem Armeestützpunkt Fort Bliss in Texas gedreht. In einer kleinen Nebenrolle als Soldat ist der damals noch unbekannte Alan Ladd zu sehen.
Der Film ist der erste Film, den das Komikerduo für 20th Century Fox drehte. Im Unterschied zu den Filmen, die Laurel und Hardy für MGM drehten, hatte Laurel bei Fox keinerlei Einwirken auf das Drehbuch und den Schnitt. Für Regisseur Monty Banks war es der einzige Spielfilm, den er in den USA inszenierte, zudem war es auch seine letzte Regiearbeit überhaupt.

## Deutsche Fassungen
- Die erste deutsche Fassung wurde am 7. Juni 1957 unter dem Titel Dick und Doof: Schrecken der Kompanie erstmals gezeigt. Die Synchronaufnahmen fanden bei der Ultra Film Synchron unter der Leitung von Franz-Otto Krüger statt, der das Buch schrieb und Regie führte. Walter Bluhm sprach Stan und Clemens Hasse synchronisierte Ollie. In weiteren Rollen sind Gert Günther Hoffmann (Dick Nelson), Erich Fiedler (Ludwig Stoessel), Agnes Windeck (Mae Marsh), Ursula Krieg (Ethel Griffies), Franz-Otto Krüger (Charles Arnt), Arnold Marquis (James Dundee), Wolfgang Lukschy (Edmund MacDonald), Curt Ackermann (Kane Richmond), Maria Körber (Sheila Ryan) und Konrad Wagner (Paul Harvey) zu hören.[3]
- Die zweite Fassung entstand 1978 bei der Beta Technik für die Reihe Lachen Sie mit Stan und Ollie unter dem Titel Große Kaliber. Theo Lingen sprach einleitende Worte. Wolfgang Schick orientierte sich am Buch der ersten Fassung und führte Dialogregie. Walter Bluhm sprach erneut Stan und Michael Habeck lieh Ollie seine Stimme.[3]